# Lista historycznych stolic państw
Poniższa tabela przedstawia miasta, które niegdyś w przeszłości były stolicami państw (lub terytoriów zależnych), albo są nimi nadal. W późniejszym okresie siedziby władz centralnych, zostały przeniesione z różnych powodów w inne miejsca. Względnie państwa, których te miasta były stolicami, przestały istnieć.

## Lista
| Państwo                     | Historyczna stolica                    | Okres                            | Uwagi |
| --------------------------- | -------------------------------------- | -------------------------------- | --- |
| Albania                     | Wlora                                  | 1912–1920                        | przeniesiona do Tirany |
| Australia                   | Melbourne                              | 1901–1927                        | przeniesiona do Canberry; rywalizacja między Melbourne i Sydney wymusiła podjęcie decyzji o założeniu nowej stolicy, która pogodziłaby zwaśnione miasta                                |
| Belize                      | Belize City                            | do 1970                          | przeniesiona do Belmopanu po tym, jak Belize City zniszczył huragan Hattie |
| Bermudy                     | St. George’s                           | do 1815                          | przeniesiona do Hamilton |
| Brazylia                    | Salvador da Bahía                      | do 1763                          | stolica portugalskiej kolonii; przeniesiona do Rio de Janeiro |
| Brazylia                    | Rio de Janeiro                         | do 1960                          | przeniesiona do Brasílii |
| Bułgaria                    | Pliska                                 | 681–893                          | przeniesiona do Presławia |
| Bułgaria                    | Presław                                | 893–972                          | podbój wschodniej części państwa bułgarskiego w 972 r. przez Bizantyjczyków, zniszczenie Presławia                                                                                     |
| Bułgaria                    | Wielkie Tyrnowo                        | 1186–1393                        | zdobycie Tyrnowa przez Turków w 1393 r. |
| Chiny                       | Xianyang                               | 221–206 p.n.e.                   | przeniesiona do Chang’an |
| Chiny                       | Chang’an                               | 206 p.n.e.-25                    | przeniesiona do Luoyang |
| Chiny                       | Luoyang                                | 25–220                           | w l.220-618 rozbicie dzielnicowe |
| Chiny                       | Chang’an                               | 618–907                          | stolica dynastii Tang, w l.907-960 rozbicie dzielnicowe |
| Chiny                       | Kaifeng                                | 960–1127                         | przeniesiona do Hangzhou |
| Chiny                       | Hangzhou                               | 1127–1279                        | W latach 1279–1368 rządy mongolskiej dynastii Yuan, rezydującej w Karakorum |
| Chiny                       | Nankin                                 | 1368–1421                        | przeniesiona do Pekinu |
| Chiny                       | Pekin                                  | 1421–1928                        | przeniesiona do Nankinu |
| Chiny                       | Nankin                                 | 1928–1937                        | przeniesiona do Chongqing z powodu wojny z Japonią |
| Chiny                       | Chongqing                              | 1937–1945                        | z powodu okupacji Nankinu przez Japończyków |
| Chiny                       | Nankin                                 | 1945–1949                        | po proklamacji ChRL przeniesiona do Pekinu |
| Czarnogóra                  | Cetynia                                | do 1946                          | przeniesiona do Podgoricy |
| Dania                       | Roskilde                               | do 1443                          | przeniesiona do Kopenhagi |
| Etiopia                     | Aksum                                  | I wiek p.n.e. – 1889             | przeniesiona do Addis Abeby |
| Filipiny                    | Quezon City                            | 1948–1976                        | przeniesiona z powrotem do Manili |
| Finlandia                   | Turku                                  | do 1812                          | stolica Wielkiego Księstwa Finlandii; przeniesiona do Helsinek |
| Honduras                    | Comayagua                              | do 1880                          | do 1840 stolica Hondurasu w ramach Zjednoczonych Prowincji Ameryki Środkowej, później status stolicy posiadały Comayagua i Tegucigalpa, w 1880 ostatecznie przeniesiona do Tegucigalpy |
| Indie                       | Kalkuta                                | do 1912                          | stolica Indii Brytyjskich; przeniesiona do Nowego Delhi |
| Japonia                     | Heijō-kyō                              | 710–740 745–784                  | stolica w okresie Nara |
| Japonia                     | Kuni-kyō                               | 740–744                          | stolica w okresie Nara |
| Japonia                     | Nagaoka-kyō                            | 784–794                          | stolica w okresie Nara |
| Japonia                     | Kioto                                  | do 1868                          | przeniesiona do Tokio |
| Kanada                      | Kingston                               | 1841–1843                        | przeniesiona do Montrealu |
| Kanada                      | Montreal                               | 1843–1849                        | przeniesiona do Toronto |
| Kanada                      | Toronto                                | 1849–1859                        | przeniesiona do Quebecu |
| Kanada                      | Quebec                                 | 1859–1865                        | przeniesiona do Ottawy; rywalizacja pomiędzy anglojęzyczną a frankofońską częścią Kanady wymusiła podjęcie decyzji o założeniu nowej stolicy, która pogodziłaby zwaśnione strony       |
| Kazachstan                  | Ałmaty                                 | do 1997                          | stolica Kazachskiej SRR, a później niepodległego Kazachstanu; przeniesiona do Astany (od 20 marca 2019 do 19 września 2022 jako Nursułtan)                                             |
| Kostaryka                   | Cartago                                | do 1823                          | przeniesiono do San José |
| Litwa                       | Kiernów                                | do 1230                          | przeniesiono do Nowogródka |
| Litwa                       | Nowogródek                             | 1230–1321                        | przeniesiono do Trok |
| Litwa                       | Troki                                  | 1321-poł. XIV wieku              | przeniesiono do Wilna |
| Litwa                       | Wilno                                  | poł. XIV wieku – 1795            | utrata niepodległości |
| Litwa                       | Kowno                                  | 1922–1940                        | przeniesiona do Wilna |
| Mjanma (Birma)              | Pagan                                  |                                  | pierwsza historyczna stolica |
| Mjanma (Birma)              | Sikong                                 |                                  | |
| Mjanma (Birma)              | Awa                                    |                                  | stolica Górnej Birmy |
| Mjanma (Birma)              | Pyain                                  |                                  | |
| Mjanma (Birma)              | Taungngu                               |                                  | |
| Mjanma (Birma)              | Amayabuya                              |                                  | |
| Mjanma (Birma)              | Mandalaj                               |                                  | |
| Mjanma (Birma)              | Mulmejn / Sittwe                       |                                  | |
| Mjanma (Birma)              | Rangun                                 | 1886–2006                        | przeniesiona do Naypyidaw |
| Niemcy                      | Berlin                                 | 1871–1945                        | stolica zjednoczonych Niemiec; po II wojnie światowej miasto podzielono, część wschodnia stała się stolicą NRD, a siedzibą rządu RFN zostało Bonn                                      |
| Niemcy                      | Bonn                                   | 1949–1990                        | po zjednoczeniu Niemiec w 1990 roku przeniesiona do Berlina |
| Nikaragua                   | Granada i León                         | do 1855                          | oba miasta miały swoich zwolenników jako stolice kraju wśród dwu różnych ugrupowań, by ich pogodzić stolicę przeniesiono do Managui                                                    |
| Nigeria                     | Lagos                                  | do 1991                          | przeniesiona do Abudży |
| Norwegia                    | Nidaros (Trondheim)                    | do 1217                          | przeniesiona do Bergen |
| Norwegia                    | Bergen                                 | do 1299                          | przeniesiona do Oslo (do 1924 pod nazwą Christiania) |
| Nowa Zelandia               | Auckland                               | do 1865                          | przeniesiona do Wellington |
| Palau                       | Koror                                  | do 2006                          | Ngerulmud |
| Pakistan                    | Karaczi                                | do 1959                          | przeniesiona do Rawalpindi |
| Pakistan                    | Rawalpindi                             | 1959–1967                        | przeniesiona do Islamabadu |
| Persja (obec. Iran)         | Tabriz                                 | 1502–1548                        | przeniesiona do Kazwinu |
| Persja (obec. Iran)         | Kazwin                                 | 1548–1598                        | przeniesiona do Isfahanu |
| Persja (obec. Iran)         | Isfahan                                | 1598–1750                        | przeniesiona do Szirazu |
| Persja (obec. Iran)         | Sziraz                                 | 1750–1782                        | przeniesiona do Sari |
| Persja (obec. Iran)         | Sari                                   | 1782–1795                        | przeniesiona do Teheranu |
| Polska                      | Gniezno                                | do 1039/1040                     | przeniesiona do Krakowa |
| Polska                      | Kraków                                 | 1039/1040–1079                   | przeniesiona do Płocka |
| Polska                      | Płock                                  | 1079–1138                        | przeniesiona do Krakowa |
| Polska                      | Kraków                                 | 1138–1290                        | przeniesiona do Poznania |
| Polska                      | Poznań                                 | 1290–1296                        | przeniesiona do Krakowa |
| Polska                      | Kraków                                 | 1296–1795                        | utrata niepodległości |
| Polska                      | Lublin                                 | 1918                             | rząd ludowy Polski, w tym samym roku stolica przeniesiona do Warszawy |
| Polska                      | Warszawa                               | 1918–1939                        | do wybuchu II wojny światowej |
| Polska                      | Chełm                                  | 22–27 lipca 1944                 | miejsce ogłoszenia manifestu Polski Komitet Wyzwolenia Narodowego oraz jego siedziba, która została przeniesiona 5 dni później do Lublina                                              |
| Polska                      | Lublin                                 | 27 lipca 1944 – 30 stycznia 1945 | siedziba PKWN oraz Rządu Tymczasowego Rzeczypospolitej Polskiej, później przeniesiona do wyzwolonej Warszawy                                                                           |
| Portugalia                  | Guimarães                              | 1095–1131                        | przeniesiona do Coimbry wraz z postępami rekonkwisty |
| Portugalia                  | Coimbra                                | 1131–1255                        | przeniesiona do Lizbony po przejęciu miasta przez wojska Alfonsa I Zdobywcy |
| Portugalia                  | Lizbona                                | 1255–1808                        | król Jan VI ucieka do Brazylii przed inwazją napoleońską |
| Portugalia                  | Rio de Janeiro                         | 1808–1821                        | Jan VI powraca do Lizbony, by stłumić rewolucję wymierzoną w monarchię |
| Rosja                       | Moskwa                                 | do 1703                          | przeniesiona do Petersburga |
| Rosja                       | Petersburg                             | 1703–1918                        | przeniesiona do Moskwy |
| Salwador                    | Nueva San Salvador (obec. Santa Tecla) | 1855–1859                        | stolicę przeniesiono na kilka lat do nowo założonego miasta po tym, jak San Salvador zostało zniszczone przez trzęsienie ziemi                                                         |
| Stany Zjednoczone           | Nowy Jork                              | 1785–1790                        | przeniesiona do Filadelfii |
| Stany Zjednoczone           | Filadelfia                             | 1790–1800                        | przeniesiona do Waszyngtonu |
| Szwecja                     | Uppsala                                | 1273–1436                        | przeniesiona do Sztokholmu |
| Syjam (obec. Tajlandia)     | Ayutthaya                              |                                  | obecnie stolica prowincji Ayutthaya |
| Turcja / Imperium Osmańskie | Bursa                                  | 1335–1365                        | przeniesiona do Edirne |
| Turcja / Imperium Osmańskie | Edirne                                 | 1365 – 1453                      | przeniesiona do Stambułu |
| Turcja / Imperium Osmańskie | Stambuł                                | 1453 – 1923                      | przeniesiona do Ankary |
| Uzbekistan                  | Samarkanda                             | 1925–1930                        | stolica Uzbeckiej SRR; przeniesiona do Taszkentu |
| Włochy                      | Turyn                                  | 1861–1865                        | przeniesiona do Florencji |
| Włochy                      | Florencja                              | 1865–1870                        | przeniesiona do Rzymu |
| Wybrzeże Kości Słoniowej    | Abidżan                                | 1933–1983                        | przeniesiona do Jamusukro |
| Wyspa Man                   | Castletown                             | do 1863                          | przeniesiona do Douglas |
| Złote Wybrzeże              | Cape Coast                             | do 1877                          | stolica brytyjskiej kolonii, współczesnej Ghany; przeniesiona do Akry |